# Belin (wieś)
Belin – wieś w Polsce położona w województwie mazowieckim, w powiecie płońskim, w gminie Nowe Miasto.
Wieś wchodzi w skład sołectwa Anielin – Belin.
Przez miejscowość przebiega droga wojewódzka nr 620.
W latach 1975–1998 miejscowość administracyjnie należała do województwa ciechanowskiego.